# Rogas unicarinatus
Rogas unicarinatus är en stekelart som först beskrevs av Holmgren 1868.  Rogas unicarinatus ingår i släktet Rogas och familjen bracksteklar. Inga underarter finns listade i Catalogue of Life.